# Rosa Matteucci
Rosa Matteucci (Orvieto, 1960) è una scrittrice italiana.

## Biografia
Si è laureata in Scienze Politiche alla Sapienza di Roma, discutendo la tesi con Giuliano Amato. 
Il suo romanzo d'esordio è Lourdes, pubblicato nel 1998, vincitore nel 1999 del Premio Bagutta nella sezione Opera Prima, e del Premio Grinzane Cavour nella sezione Giovane Autore Esordiente. Il libro è stato anche finalista al Premio Bergamo
Nel 2003 pubblica il romanzo Libera la Karenina che è in te, finalista al Premio Viareggio.
Nel 2007 esce Cuore di mamma, vincitore del Premio Grinzane Cavour nella sezione Narrativa Italiana e del Premio Napoli .
Nel 2007 vince il premio indetto dalla rivista "Lo Straniero" curata da Goffredo Foti con la seguente motivazione: é una delle voci più sicure, originali e necessarie del romanzo italiano, evocatrice di un mondo provinciale, di un'Umbria però universale per le sue solitudini e miserie, con una lingua di originale sottofondo dialettale, e dal punto di vista di un'alienazione senza riscatto, di tragicomica sofferenza.
Nel 2008 pubblica India per signorine, un romanzo sull'esperienza indiana della scrittrice.
Nel 2010 pubblica il romanzo Tutta mio padre col quale è finalista del Premio Strega e vince il Premio Brancati.
Nel 2012 pubblica il romanzo Le donne perdonano tutto tranne il silenzio.
Nel 2016 pubblica il romanzo Costellazione familiare, "un teatrino degli affetti al tempo stesso struggente e grottesco, dove allo strazio si alterna continuamente il riso".
Nel 2022 esce il libro La vita vince ancora una volta per Industria & Letteratura, in un'edizione italiana e ucraina (tradotta da 
Markian Prokopovych).
Ha recitato nei film Mi piace lavorare (Mobbing) (2004), diretto da Francesca Comencini, e La tigre e la neve (2005), diretto da Roberto Benigni.

## Opere
- Lourdes, Adelphi, Milano, 1998
- Libera la Karenina che è in te, Adelphi, Milano, 2003
- Cuore di mamma, Adelphi, Milano, 2006
- India per signorine, Rizzoli, Milano, 2008
- Tutta mio padre, Bompiani, Milano, 2010
- Le donne perdonano tutto tranne il silenzio, Giunti, Milano, 2012
- Di cosa sono fatti i sogni, con Marco Malvaldi e Marco Lodoli, Rai Libri, Roma, 2016
- Costellazione familiare, Adelphi, Milano, 2016
- La vita vince ancora una volta, Industria & Letteratura, Massa, 2022
- Cartagloria, Adelphi, Milano, 2025